# طيبون جدا
طيبون جدا مسلسل كوميدي سوري أنتج في العام 1998، تدور  أحداثه في إحدى القرى السورية، حيث يوميات أهلها وحياتهم الريفية البسيطة.

## طاقم العمل
- هشام شربتجي (إخراج)
- عماد ياسين (تأليف)

### بطولة
- عصام سليمان
- نادين الخوري
- سامية الجزائري
- سعد الدين بقدونس
- جرجس جبارة
- شادي زيدان
- مصطفى دياب
- فدوى سليمان